# アラン・ドナルド
アラン・アンソニー・ドナルド（英: Allan Anthony Donald、1966年10月20日 - ）は、南アフリカ出身の元プロクリケット選手。元南アフリカ代表。ポジションはボウラー（投手）。